# Les Nuits de solitude
Singles de Jean-Jacques Goldman
C'est pas grave papa
(1976) Back To The City Again
(1978)
Les Nuits de solitude est un 45 tours que Jean-Jacques Goldman a sorti en 1977 dans sa période chez Warner (WEA).
Originellement écrite en anglais pour le groupe Taï Phong qui refusa ce titre, ce deuxième single en solo ne connut pas plus de succès que son premier titre, et pas plus que le troisième, Back To The City Again, sorti lui aussi en 1978.
En 1984, ce titre est présent sur la compilation nommée Les années Warner, qui regroupe les six 45 tours de Jean-Jacques Goldman sortis avant le succès qui vint en 1981 avec l'album Il suffira d'un signe.